# Rumburak
Genre
Rumburak est un genre d'araignées aranéomorphes de la famille des Salticidae.

## Distribution
Les espèces de ce genre sont endémiques d'Afrique du Sud.

## Liste des espèces
Selon World Spider Catalog (version 20.0, 11/04/2019) :
- Rumburak bellus Wesołowska, Azarkina & Russell-Smith, 2014
- Rumburak hilaris Wesołowska, Azarkina & Russell-Smith, 2014
- Rumburak lateripunctatus Wesołowska, Azarkina & Russell-Smith, 2014
- Rumburak laxus (Zhang & Maddison, 2012)
- Rumburak mirabilis Wesołowska, Azarkina & Russell-Smith, 2014
- Rumburak tuberatus Wesołowska, Azarkina & Russell-Smith, 2014
- Rumburak virilis Wesołowska, Azarkina & Russell-Smith, 2014

## Publication originale
- Wesolowska, Azarkina & Russell-Smith, 2014 : Euophryine jumping spiders of the Afrotropical Region—new taxa and a checklist (Araneae: Salticidae: Euophryinae). Zootaxa, no 3789(1), p. 1-72.